# Ubaldino Ubaldini
Ubaldino Ubaldini (... – Roma, 12 settembre 1599) è stato un nobile italiano.

## Biografia
Giovane aristocratico romano noto per la grande bellezza, Ubaldino si era recato all'esecuzione di Beatrice Cenci e dei suoi familiari, avvenuta l'11 settembre 1599, in una giornata particolarmente afosa. La temperatura elevata provocò un'insolazione collettiva negli spettatori, verificatasi dopo la morte di Beatrice: ne venne colpito anche Ubaldino, che al pari di altri spirò nella notte del 12. Grande fu lo sgomento per il decesso di questo giovane florido, che mai aveva accusato problemi fisici. Ubaldino non era sposato e non ebbe figli; lasciò un fratello maggiore, Renzi Ubaldini, anche lui molto conosciuto tra i romani dell'epoca; s'ignora invece se i genitori fossero ancora vivi.
Qualche anno prima della morte posò per un ritratto, attribuito ad Archita Ricci. 

## Nella letteratura
La figura di Ubaldino Ubaldini è stata immortalata da Stendhal nelle Cronache italiane e da Francesco Domenico Guerrazzi nel romanzo Beatrice Cenci.

### Ubaldino Ubaldini visto da Stendhal
Il passo delle Cronache relativo a Ubaldino, nonostante contenga la descrizione di un tragico fatto quale può essere appunto la morte prematura di un individuo, sembra essere pervaso da un'ironia feroce: " Le soleil avait été si ardent, que plusieurs des spectateurs de cette tragédie moururent dans la nuit, et parmi eux Ubaldino Ubaldini, jeune homme d’une rare beauté et qui jouissait auparavant d’une parfaite santé. Il était frère du signor Renzi, si connu dans Rome. Ainsi les ombres des Cenci s’en allèrent bien accompagnées " ("Il sole era stato così ardente, che molti spettatori di questa tragedia morirono durante la notte, e fra loro Ubaldino Ubaldini, giovane di rara bellezza, che prima godeva di perfetta salute. Era fratello del signor Renzi, molto conosciuto a Roma. Così le ombre dei Cenci se ne andarono in buona compagnia"). Stendhal si mostra quindi indulgente verso i condannati Cenci, non trattenendo invece il disprezzo per il giovane romano e per gli altri spettatori vittime del malore fatale, che evidentemente avevano voluto presenziare all'esecuzione solo per una sadica goduria; il caso specifico di Ubaldino è quanto mai significativo, perché alla nobiltà di sangue non corrisponde un animo altrettanto nobile.

### Ubaldino Ubaldini visto da Guerrazzi
Nell'opera di Guerrazzi, al contrario, Ubaldino è tratteggiato positivamente: non è una curiosità malsana il motivo che spinge il giovane a seguire l'esecuzione di Beatrice, ma il suo segreto amore per la ragazza; un amore nascosto a tutti, anche perché Beatrice è sentimentalmente legata a monsignor Guido Guerra, uno dei tanti personaggi coinvolti nella congiura contro Francesco Cenci. Trasportato nel suo palazzo in condizioni già molto gravi, realizzerà sul letto di morte un disegno a matita con l'immagine dell'amata. La vicenda storica è qui dunque riadattata con qualche libertà,  il che è riscontrabile anche nei dati propriamente biografici di Ubaldino, presentato come cognato di Renzi.